# Monstres d'utilité publique
Monstres d'utilité publique (Nisei et 731) est un double épisode constituant les 9e et 10e épisodes de la saison 3 de la série télévisée X-Files. Dans cet épisode, qui fait partie de l'arc mythologique de la série, Mulder et Scully enquêtent sur des médecins japonais ayant réalisé l'autopsie d'un extraterrestre.
L'épisode était initialement prévu pour être en une seule partie mais a été transformé un double épisode en raison de la logistique importante qu'il nécessitait. Il a obtenu des critiques globalement favorables et a remporté deux Emmy Awards.

## Résumé

### Première partie
Un groupe de médecins japonais réalisent à bord d'un wagon l'autopsie d'un extraterrestre, enregistrée et transmise par satellite, lorsque des militaires surgissent et abattent les médecins avant d'emporter le corps de l’extraterrestre. Mulder se procure une vidéo de l'autopsie et se rend en compagnie de Scully au domicile du distributeur de la cassette, à Allentown. À leur arrivée, l'homme vient d'être tué mais Mulder poursuit et arrête son assassin, qui est relâché quand il s'avère qu'il s'agit d'un diplomate japonais. Mulder a toutefois conservé la mallette du diplomate et y trouve une liste de femmes membres du MUFON ainsi que des images satellite d'un navire. Les Lone Gunmen identifient ce navire comme le Talapus, actuellement à quai à Newport News. Mulder monte à bord du Talapus mais doit s'enfuir lorsque des militaires prennent le navire d'assaut.
Pendant ce temps, Scully se rend chez les membres du MUFON, qui la reconnaissent immédiatement comme une victime d'enlèvement. Elles ont toutes des implants similaires à celui de Scully et affirment qu'elles sont toutes condamnées à mourir d'un cancer à brève échéance. Mulder demande l'aide du sénateur Richard Matheson, qui lui donne les noms des médecins japonais assassinés. Mulder découvre qu'ils faisaient tous partie de l'Unité 731 pendant la deuxième guerre mondiale et qu'ils ont par la suite sans doute été recrutés par le gouvernement américain pour mener à bien des expériences sur l'hybridation humain-extraterrestre. De son côté, Scully reconnaît en l'un de ces médecins l'un des hommes ayant pratiqué des expériences sur elle après son enlèvement. Mulder observe un groupe de Japonais embarquant un individu à bord d'un wagon, qui est raccroché à un train à destination de Vancouver. Il saute sur le toit d'un wagon.

### Deuxième partie
Mulder monte à bord du train et cherche à pénétrer dans le wagon à bord duquel l'hybride a été embarqué. Il apprend que le docteur Zama détient la clé de ce wagon et part à sa recherche mais un mystérieux assassin le trouve en premier et l'étrangle. Pendant ce temps, Scully fait des recherches sur la technologie de son implant et apprend qu'il a été fabriqué par Zama dans un centre de recherches situé en Virginie-Occidentale. Elle se rend sur les lieux et rencontre un homme atrocement défiguré qui est le seul survivant d'un massacre de sujets d'expériences perpétré peu de temps auparavant. L'homme lui montre le charnier où les corps ont été entreposés mais des militaires arrivent à ce moment et arrêtent Scully avant de l'emmener devant le First Elder.
De son côté, Mulder pénètre dans le wagon secret, dont il a trouvé la porte entrouverte, et y est attaqué par l'assassin aux cheveux roux. Il est sauvé par l'intervention d'un contrôleur, qui prend ensuite la fuite, laissant les deux hommes enfermés dans le wagon. L'homme aux cheveux roux affirme être un agent de la NSA et prétend qu'une bombe a été activée à son entrée dans le wagon. Le First Elder explique à Scully que de nombreux sujets d'expériences ont été opérés par Zama dans des wagons, comme l'a été Scully, et que la théorie des enlèvements par des extraterrestres n'est qu'un écran de fumée censé couvrir les atrocités commises par Zama. Scully contacte Mulder via le téléphone portable de l'homme aux cheveux roux et lui explique ce qu'elle a appris. Elle confirme l'existence de la bombe et affirme que la personne qui se trouve enfermé dans une pièce du wagon n'est pas un hybride mais un homme infecté par une fièvre hémorragique virale.
Mulder apprend au personnel du train qu'une bombe est dans le wagon, et celui-ci est alors détaché du reste du train et abandonné en rase campagne sur une voie de garage. L'homme aux cheveux roux confie à Mulder que sa tâche était d'abattre le patient enfermé car celui-ci est le porteur sain d'une arme biologique mise au point par Zama. Mulder ne le croit pas, pensant toujours qu'il s'agit d'un hybride. Grâce à des indications fournies par Scully, Mulder réussit à ouvrir la porte du wagon mais est alors assommé par l'homme aux cheveux roux. Ce dernier est abattu à sa sortie du wagon par Monsieur X, qui emporte un Mulder inconscient et le met à l'abri avant l'explosion de la bombe. Plus tard, Scully apporte à Mulder le journal de Zama mais Mulder découvre que c'est un faux. Pendant ce temps, le vrai journal est en cours de traduction sous la surveillance de l'homme à la cigarette

## Distribution
- David Duchovny : Fox Mulder
- Gillian Anderson : Dana Scully
- Stephen McHattie : l'homme aux cheveux roux
- Robert Ito : le docteur Shiro Zama
- Steven Williams : Monsieur X
- Brendan Beiser : l'agent Pendrell
- Mitch Pileggi : Walter Skinner (première partie seulement)
- Raymond J. Barry : le sénateur Richard Matheson (première partie seulement)
- Tom Braidwood : Melvin Frohike (première partie seulement)
- Dean Haglund : Richard Langly (première partie seulement)
- Bruce Harwood : John Fitzgerald Byers (première partie seulement)
- Gillian Barber : Penny Northern (première partie seulement)
- William B. Davis : l'homme à la cigarette (deuxième partie seulement)
- Michael Puttonen : le contrôleur du train (deuxième partie seulement)
- Don S. Williams : First Elder (deuxième partie seulement)
- Colin Cunningham : Escalante (deuxième partie seulement)

## Production
Chris Carter a l'idée d'écrire un épisode traitant des expériences menées par l'Unité 731 après avoir lu un article de journal au sujet de cette unité. L'épisode est initialement prévu pour être en une seule partie et être le 7e de la saison. Mais, tandis que Frank Spotnitz développe le scénario, plusieurs problèmes logistiques apparaissent, notamment le fait de devoir tourner de nombreuses scènes à bord d'un train. La production envisage d'annuler cet épisode car son tournage serait trop compliqué, et Carter propose alors d'en faire un double épisode. Plusieurs scènes sont alors ajoutées au scénario, le tournage étant quant à lui repoussé de quelques semaines. Spotnitz écrit seul le scénario de la deuxième partie en s'inspirant des films La Mort aux trousses (1959) et Le Train (1964).
Le titre original de la première partie, Nisei, est un terme japonais désignant l'enfant d'un couple d'émigrés japonais né dans un autre pays. La tagline habituelle du générique, The Truth Is Out There, est transformée pour la deuxième partie de l'épisode en Apology Is Policy (« Les excuses sont notre politique »).
L'épisode marque la première apparition de l'agent Pendrell, qui est baptisé ainsi d'après le nom d'une rue de Vancouver. Un garçon âgé de onze ans joue le rôle de l’extraterrestre autopsié par les médecins japonais, alors que sa sœur jumelle interprète celui se trouvant enfermé dans le wagon. Tous les deux sont abondamment maquillés et portent des lentilles de contact noires surdimensionnées. Vingt-cinq acteurs masqués, des enfants pour la plupart, interprètent les corps entassés dans le charnier.
David Duchovny accomplit lui-même la cascade de son saut depuis un pont sur le toit du la voiture, avec l'aide d'un harnais qui est effacé en postproduction. L'équipe de décoration construit les décors des voitures sur des chambres à air afin de donner une impression de mouvement. L'explosion de la voiture nécessite l'emploi de 45 gallons d'essence et de 120 explosifs à poudre noire. La voiture employée pour la scène est acheté pour un prix modique à une compagnie ferroviaire de Vancouver. La réalisation très cinématographique de la deuxième partie de l'épisode impressionne tellement Carter qu'il offre plus tard à Rob Bowman le poste de metteur en scène du premier long métrage adapté de X-Files.

## Accueil

### Audiences
Lors de sa première diffusion aux États-Unis, la première partie de l'épisode réalise un score de 9,8 sur l'échelle de Nielsen, avec 17 % de parts de marché, et est regardée par 16,36 millions de téléspectateurs. La deuxième partie obtient quant à elle un score de 12, avec 21 % de parts de marché, et est suivie par 17,68 millions de téléspectateurs.

### Accueil critique
L'épisode recueille des critiques globalement favorables. Le magazine Empire le classe à la 2e place des meilleurs épisodes de la série. Le site Le Monde des Avengers lui donne la note de 4/4. Sarah Stegall, du site Munchkyn Zone, lui donne la note de 3/5.
Dans leur livre sur la série, Robert Shearman et Lars Pearson donnent respectivement aux deux parties les notes de 3,5/5 et 5/5. Todd VanDerWerff et Zack Handlen, du site The A.V. Club, donnent respectivement aux deux parties les notes de A- et A,. Le magazine Entertainment Weekly donne respectivement aux deux parties les notes de A et B. John Keegan, du site Critical Myth, donne respectivement aux deux parties les notes de 7/10 et 6/10.

### Distinctions
L'épisode remporte en 1996 les Emmy Awards du meilleur montage sonore et du meilleur mixage du son pour une série.